# 대전국제농업기술전
대전국제농업기술전(The Agricultural Machinery Show in Daejeon / *약칭 TAMAS)은 대한민국 농업의 산업 경쟁력 제고를 목적으로 1995년 대전무역시관에서 1회 행사가 개최된 후 매 격년제로 개최되고 있는 농업 분야 전문 전시회이다. 
행사의 주최는 대전광역시, KOTRA이며 주관은 대전마케팅공사와 KOTRA이다. 국내 대표 농업기술 전문전시회인 TAMAS는 1995년 첫 개최 이후 10회째까지 '국제 농기자재 및 우수종자전시회'라는 이름을 사용하였으나 2015년 11회부터는 전시품목을 확대하여
'대전국제농업기술전'으로 바꾸고 내용도 한 단계 끌어올렸다.

## 개최취지
첨단 과학기술을 접목한 지능화된 스마트 농업기술과 우수 제품의 전시를 통해 과학영농(Agtech)를 활용한 농업의 미래 지속 가능 산업화 모델을 제시하고 산업의 외연 확대를 통한 자생력 강화를 목적으로 개최된다.
또한 과학영농에 기반한 정부의 미래 농업정책에 부응하고 융복합 기술을 활용한 농업 6차 산업화 견인에 기여하고자 한다.

## 특징
대전국제농업기술전은 국내 농업 분야 전시회 중,
① 최고의 역사성(1995년 시작)
② 브랜드 파워(재 참가율 약 65% 이상)
③ 해외 마케팅 역량(KOTRA 주관 유일의 농업전시회)
④ 광역자치단체 유일의 농업전시회 등을 특징으로 한다
전시회 주요 행사로는 제품 전시회와 부대행사가 개최된다.
제품 전시회에는 국내외 농업 관련 기업이 부스로 참가하여 농업 관련된 다양한  제품을 전시한다.
주요 전시품목은 농기계 및 기자재, 축산 및 과수기계, 농·림·축산용기자재, 비료·수용제, 온실·관수자재, 농업바이오, 종자·종묘·육묘, 시설원예·화훼, 식물공장, 농업용 드론, 로봇기술 등 첨단농업기술, 태양광 등 첨단에너지기술, 기타 농업용품 등이다.
부대행사로는 농업 관련 세미나, 기술설명회 등과 해외 바이어 초청 1:1 수출상담회가 개최되며 행사 종료 후에도 KOTRA의 Buykorea 상품 등록, 홍보 웹 배너 제작 제공 등을 통해 참가기업의 홍보와 해외시장 개척을 지원한다.
행사 주요 참관 대상은 농민, 농업 관련 단체, 업체 관계자, 귀농인 등이며 농기자재 수요자인 농업인과 공급자인 기업인들과의 현장 교류기회 제공을 통해 농업인에게는 선진 농업의 현장체험 기회를, 기업인에게는 신규 마케팅 시장 개척기회를 제공하는
수요자 중심의 전시회로 개최된다.

## 연도별 개최현황
1995년 대전무역전시관에서 KOTRA 주최로 1회 행사가 개최되었으며 2013년 10회 행사부터 대전광역시와 KOTRA 공동 주최, 대전마케팅공사와 KOTRA 공동 주관으로 매 격년제로 개최되고 있다.
특히 2019년 산업통상자원부 「국내전시회 개최지원사업」 대상 전시회 선정, 한국전시산업진흥회 「인증 전시회」 선정 등 대한민국 글로벌 농업 분야 종합전시회로서 자리매김하고 있다. 
| 구분 | 명칭       | 기간                  | 규모(개사/부스) |
| ---- | ---------- | --------------------- | --------------- |
| 1회  | TAMAS 1995 | 1995.11.17(금)~23(목) | 113             |
| 2회  | TAMAS 1997 | 1997.11.14(금)~20(목) | 124(509)        |
| 3회  | TAMAS 1999 | 1999.11.19(금)~25(목) | 169(504)        |
| 4회  | TAMAS 2001 | 2001.11.16(금)~22(목) | 188(477)        |
| 5회  | TAMAS 2003 | 2003.11.3(월)~7(금)   | 164(348)        |
| 6회  | TAMAS 2005 | 2005.11.15(화)~18(금) | 195(522)        |
| 7회  | TAMAS 2007 | 2007.11.6(화)~9(금)   | 214(630)        |
| 8회  | TAMAS 2009 | 2009.11.3(화)~6(금)   | 230(564)        |
| 9회  | TAMAS 2011 | 2011.11.8(화)~11(금)  | 207(461)        |
| 10회 | TAMAS 2013 | 2013.11.6(화)~8(금)   | 197(413)        |
| 11회 | TAMAS 2015 | 2015.11.3(화)~5(금)   | 192(428)        |
| 12회 | TAMAS 2017 | 2017.11.1(수)~3(금)   | 210(433)        |
| 13회 | TAMAS 2019 | 2019.9.25(수)~27(금)  | 187(328)        |

## 행사 사진
|  |  |  |  |  |  |